# Turcyki (Orzechowski)
Turcyki – dwie mowy Stanisława Orzechowskiego nawołujące do krucjaty przeciw Turcji.
Mowy przynależą do polskiej literatury antytureckiej (nazywanej turcykami). Przy użyciu licznych środków retorycznych ukazują los ludów podbitych przez Turków i nawołują do solidarnej akcji chrześcijańskiej Europy przeciw Turcji. Pierwotnie napisane zostały po łacinie, a następnie przetłumaczone na język polski.
Na turcyki Orzechowskiego składają się:
- De bello adversus Turcas suscipiendo … ad equites Polonos oratio – wydana w 1543 w Krakowie przez Helenę Unglerową, przetłumaczona w tym samym roku na polski jako Książki o ruszeniu ziemie polskiej przeciw Turkowi i również wydana przez Unglerową
- Ad Sigismundum Poloniae regem Turcica secunda (Turcyka druga Do króla Polski Zygmunta) – wydana w 1544 w Krakowie przez Helenę Unglerową

Obie mowy zostały przetłumaczone też przez Jana Januszowskiego i wydane przez niego w 1590 w Krakowie jako Oksza Stanisława Orzechowskiego na Turka przekładania Jana Januszowskiego.